# سوشار مانایینگ
سوشار مانایینگ (تایلندی: สุชาร์ มานะยิ่ง; زادهٔ ۹ ژانویه ۱۹۸۸) بازیگر و خواننده تایلندی است. او به خاطر بازی در نقش اصلی فیلم آره یا نه تولید سال ۲۰۱۰، در حد گسترده‌ای، به خصوص در چین به شهرت دست یافت.